# 27 Virginis
27 Virginis är en pulserande variabel av Delta Scuti-typ (DSCT) i Jungfruns stjärnbild.
Stjärnan varierar mellan visuell magnitud +6,19 och 6,33 utan någon fastställd periodicitet.